# Juegos de los Pequeños Estados de Europa de Chipre 2009
Los XIII Juegos de los Pequeños Estados de Europa se celebraron del 1 al 6 de junio de 2009 en Chipre. La ceremonia de apertura se celebró el 1 de junio y la ceremonia de clausura, el 6 de junio. Fueron los segundos juegos celebrados en Chipre, veinte años después de los celebrados allí en 1989. El comité organizador estimó un costo de 1,5 millones de euros para todos los eventos.
La ceremonia de apertura tuvo lugar en el nuevo Estadio GSP. El estreno mundial de una obra compuesta por David Foster fue puesta en escena por el tenor Mario Frangoulis el lunes 1 de junio de 2009. El patrocinador principal del evento fue Coca-Cola con un acuerdo por valor de 140.000 €.

## Países participantes
- Andorra
- Chipre (Equipo anfitrión)
- Islandia
- Liechtenstein
- Luxemburgo
- Malta
- Mónaco
- San Marino

## Calendario
| OC | Ceremonia de Apertura | ● | Eventos de Competiciones | 1 | Eventos Finales | CC | Ceremonia de Clausura |

| Junio                 | Junio                 | 1 Lun | 2 Mar | 3 Mié | 4 Jue | 5 Vie | 6 Sáb  | Total |
| --------------------- | --------------------- | ----- | ----- | ----- | ----- | ----- | ------ | ----- |
| Ceremonias            | Ceremonias            | CA    |       |       |       |       | CC     |       |
| Atletismo             | Atletismo             |       | 12    |       | 11    |       | 14     | 37    |
| Baloncesto            | Baloncesto            |       | ●     | ●     | ●     | ●     | 2      | 2     |
| Gimnasia              | Gimnasia              |       | 4     | 10    |       | 1     | 4      | 19    |
| Judo                  | Judo                  |       | 5     | 6     |       | 2     |        | 13    |
| Mountain Bike         | Mountain Bike         |       |       |       | 2     |       |        | 2     |
| Natación              | Natación              |       | 8     | 10    | 8     | 6     |        | 32    |
| Tenis                 | Tenis                 |       | ●     | ●     | ●     | 2     | 2      | 4     |
| Tenis de mesa         | Tenis de mesa         |       | ●     | 1     | 2     | ●     | 2      | 5     |
| Tiro                  | Tiro                  |       | 3     | 1     | 3     | 1     |        | 8     |
| Vela                  | Vela                  |       | 1     | 1     | 1     | 1     |        | 4     |
| Voleibol              | Voleibol              |       | ●     | ●     | ●     | ●     | 2      | 2     |
| Vóley playa           | Vóley playa           |       | ●     | ●     | ●     | 2     |        | 2     |
| Total Medallas de Oro | Total Medallas de Oro |       | 33    | 29    | 27    | 15    | 26     | 130   |
| Junio                 | Junio                 | 1 Lun | 2 Mar | 3 Mié | 4 Jue | 5 Vie | 6 Sáb! |       |

## Medallero
| Núm.  | País               | Oro | Plata | Bronce | Total |
| ----- | ------------------ | --- | ----- | ------ | ----- |
| 1     | Chipre (anfitrión) | 59  | 47    | 33     | 139   |
| 2     | Islandia           | 32  | 24    | 25     | 81    |
| 3     | Luxemburgo         | 26  | 17    | 19     | 62    |
| 4     | Mónaco             | 7   | 18    | 17     | 42    |
| 5     | San Marino         | 4   | 9     | 16     | 29    |
| 6     | Malta              | 3   | 5     | 13     | 21    |
| 7     | Liechtenstein      | 2   | 4     | 12     | 18    |
| 8     | Andorra            | 1   | 7     | 9      | 17    |
| Total | Total              | 134 | 131   | 144    | 409   |